# Huân chương Thập tự Hải quân

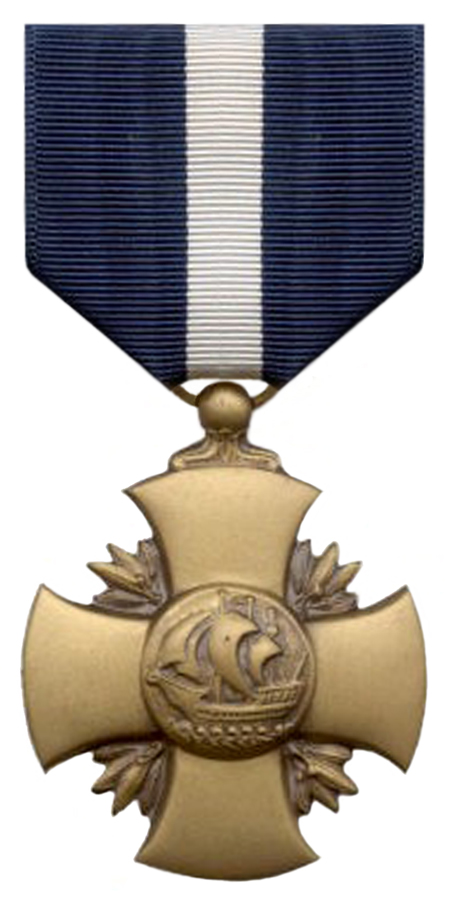
Huân chương Thập tự Hải quân trao lần đầu tiên vào năm 1917

Huân chương Thập tự Hải quân là huân chương cao cấp thứ hai của quân đội, trao cho những hành động dũng cảm phi thường trong chiến đấu thuộc lực lượng Hải quân Hoa Kỳ, Thủy quân lục chiến Hoa Kỳ và cảnh sát biển. Huân chương này tương đương với Huân chương Thập tự Không quân và  Army's Distinguished Service Cross.
Huân chương Thập tự Hải quân được Bộ Hải quân Hoa Kỳ trao cho các thành viên thuộc binh chủng khác và nhân viên quân sự nước ngoài trong thời gian làm việc với lực lượng hải quân Hoa Kỳ. Huân chương Thập tự Hải quân được thiết lập thông quân đạo luật của Quốc hội Hoa Kỳ (Công Luật 65-253) và đã được phê duyệt ngày 04 tháng 2 năm 1919.

## Lịch sử

Ruy băng Huân chương Thập tự Hải quân

## Tiêu chuẩn
Huân chương Thập tự Hải quân có thể trao cho bất kỳ thành viên của quân đội Hoa Kỳ trong khi phục vụ Hải quân Hoa Kỳ, Thủy quân lục chiến Hoa Kỳ, hoặc cảnh sát biển Hoa Kỳ có hành động anh dũng phi thường. Hành động dũng cảm phải thuộc những nguyên tắc sau:
1. Trong khi tham gia vào các hành động chống lại một kẻ thù của Hoa Kỳ.

2. Trong khi tham gia vào các hoạt động quân sự liên quan đến cuộc xung đột với một lực lượng nước ngoài.

3. Trong khi phục vụ thân thiện với các lực lượng nước ngoài tham gia vào một cuộc xung đột vũ trang, trong đó Hoa Kỳ không phải là bên tham chiến.

## Mô tả và biểu tượng

### Ruy băng
Ruy băng Huân chương Thập tự Hải quân với một sọc trung tâm màu trắng đại diên cho lòng vị tha, còn lại là màu xanh ám chỉ lực lượng hải quân

## Người nhận huân chương

### Hải quân Hoa Kỳ
|    | Tên                        | Hình                           | Cấp bậc                 |
| -- | -------------------------- | ------------------------------ | ----------------------- |
| 1  | Gatewood Lincoln           |                                | Đại tá                  |
| 2  | Samuel David Dealey        |                                | Trung tá                |
| 3  | Eugene Bennett Fluckey     |                                | Phó Đô đốc              |
| 4  | Roy Milton Davenport       |                                | Phó Đô đốc              |
| 5  | Barry Kennedy Atkins       |                                | Chuẩn Đô đốc            |
| 6  | Matthew Axelson            |                                | X                       |
| 7  | John Duncan Bulkeley       |                                | Phó Đô đốc              |
| 8  | John Bradley               |                                | Hạ sĩ nhì               |
| 9  | Bernard Ambrose Clarey     |                                | Đô đốc                  |
| 10 | George Thomas Coker        |                                | Trung tá                |
| 11 | William Pigott Cronan      |                                | Đại tá                  |
| 12 | William Charles Fitzgerald |                                | Đại úy                  |
| 13 | Albert David               |                                | Đại úy                  |
| 14 | William Michael Crose      |                                | Đại tá                  |
| 15 | Dieter Dengler             |                                | Đại úy                  |
| 16 | Danny Dietz                |                                | Gunner's Mate 2nd Class |
| 17 | William Driscoll           | Hình phải                      | Trung tá                |
| 18 | James Shepherd Freeman     | Tập tin:Jsfreeman-portrait.jpg | Chuẩn Đô đốc            |
| 19 | William Gilmer             |                                | Đại tá                  |
| 20 | William Halsey             |                                | Thủy sư Đô đốc          |
| 21 | Draper Kauffman            |                                | Chuẩn Đô đốc            |
| 22 | Joseph Patrick Kennedy     |                                | Đại úy                  |
| 23 | Ernest King                |                                | Thủy sư Đô đốc          |
| 24 | George Landenberger        |                                | Đại tá                  |
| 25 | John H. Lang               | Tập tin:John H. Lang.jpg       | Chuẩn úy                |
| 26 | Elliott Loughlin           |                                | Chuẩn Đô đốc            |
| 27 | Marcus Luttrell            |                                | Hại sĩ nhất             |

### Thủy quân lục chiến Hoa Kỳ
|    | Tên                    | Hình               | Cấp bậc          | Sinh                      | Mất                       |
| -- | ---------------------- | ------------------ | ---------------- | ------------------------- | ------------------------- |
| 1  | Chesty Puller          |                    | Trung tướng      | Ngày 26 tháng 6 năm 1898  | Ngày 11 tháng 10 năm 1971 |
| 2  | Robert Hilliard Barrow |                    | Đại tướng        |                           |                           |
| 3  | John Basilone          |                    | Gunnery Sergeant |                           |                           |
| 4  | Daniel Daly            |                    | Sergeant Major   |                           |                           |
| 5  | Ray Davis              |                    | Đại tướng        |                           |                           |
| 6  | William Alfred Eddy    | Thứ 4 từ trái sang | Đại tá           |                           |                           |
| 7  | Merritt Austin Edson   |                    | Thiếu tướng      |                           |                           |
| 8  | Guy Gabaldon           |                    | Binh nhất        |                           |                           |
| 9  | Henry Louis Larsen     |                    | Trung tướng      |                           |                           |
| 10 | Karl Marlantes         |                    | X                | Ngày 24 tháng 12 năm 1944 |                           |
| 11 | Raymond Murray         |                    | Thiếu tướng      | Ngày 30 tháng 1 năm 1913  |                           |
| 12 | Kenneth Reusser        |                    | Đại tá           | Ngày 27 tháng 1 năm 1920  | Ngày 20 tháng 6 năm 2009  |

### Lục quân Hoa Kỳ
|   | Tên                      | Hình | Cấp bậc     | Sinh                      | Mất                       |
| - | ------------------------ | ---- | ----------- | ------------------------- | ------------------------- |
| 1 | Stephen Jones Chamberlin |      | Trung tướng | Ngày 23 tháng 12 năm 1889 | Ngày 23 tháng 10 năm 1971 |

### Cảnh sát biển Hoa Kỳ
|   | Tên                | Hình | Cấp bậc      | Sinh | Mất |
| - | ------------------ | ---- | ------------ | ---- | --- |
| 1 | Frederick Billard  |      | Chuẩn Đô đốc |      |     |
| 2 | Elmer Fowler Stone |      | Trung tá     |      |     |

### Tư liệu
- "Navy Cross". Service Medals and Campaign Credits of the United States. United States Navy. Bản gốc lưu trữ ngày 11 tháng 3 năm 2012. Truy cập ngày 10 tháng 7 năm 2007.